# Kudowa-Zdrój
Kudowa-Zdrój [kuˈdɔva ˈzdrui̯] (en alemán, Bad Kudowa, en checo, Lázně Chudoba) es una ciudad de Polonia situada en el distrito de Kłodzko, en el voivodato de Baja Silesia, Polonia. Tiene una población estimada, a mediados de 2023, de 9324 habitantes.
Se encuentra en la frontera entre Polonia y la República Checa, justo al otro lado de la ciudad checa de Náchod, a unos 40 km al oeste de la localidad polaca de Kłodzko y a 140 km de Praga. 
Kudowa-Zdrój es una de las ciudades balneario europeas más antiguas. Es conocida desde hace siglos por las propiedades supuestamente curativas de sus aguas minerales. En el centro hay un parque con un estilo del siglo XVII, plantas exóticas y una sala de bombas de agua mineral. Debido a su ubicación, la ciudad es famosa por el turismo, el senderismo y como el punto de partida para diversos viajes. 
La ciudad tiene varios sitios históricos y patrimoniales, como la Capilla de las Calaveras, un osario que contiene miles de huesos o restos de esqueletos. Es uno de los seis de su tipo en Europa. Otro sitio de interés es la Basílica de Wambierzyce, apodada la "Jerusalén de Silesia", y uno de los destinos de peregrinación católicos más populares de Polonia.

## Historia

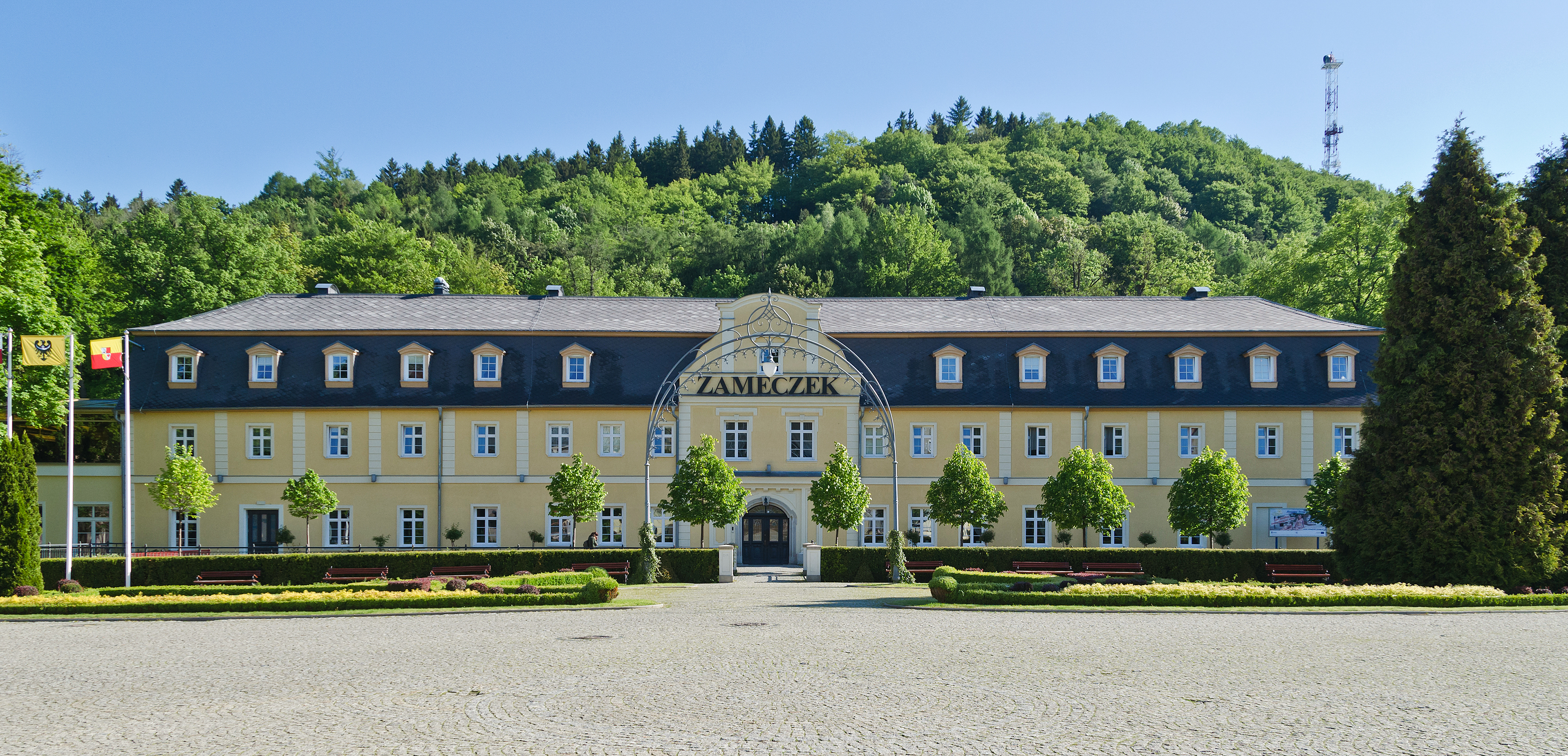
Sanatorium Zameczek

Es uno de los balnearios más antiguos de Polonia y Europa. Se menciona por primera vez en un documento de Enrique el Viejo, hijo del rey checo Jorge de Podiebrad. El nombre original de la aldea era Lipolitov, pero a mediados del siglo XVI se cambió por Chudoba, más tarde por Kudoba y finalmente por Kudowa-Zdrój en 1945.
La parte más antigua de Kudowa es Czermna, que data del siglo XVI. El primer registro de las aguas minerales en el área proviene de 1580 de las crónicas de Louis de Náchod, bajo el nombre de Cermenske Lazne. En 1625 (o, como dicen algunas fuentes, ya en 1621), G. Aelurius, un monje protestante luterano, escribió en su obra Glaciographia que las aguas de la ciudad eran de sabor agradable, saludables e "ideales para vino".
En 1847, Kudowa recibió la visita de 300 pacientes. En 1850, A. Duflos hizo un análisis químico de las aguas locales y concluyó que tenían propiedades curativas. El médico local J. Jacob contribuyó a que se reconociera a Kudowa como centro de tratamiento de enfermedades cardíacas, lo que tuvo un impacto significativo en la cantidad de personas que visitaban la ciudad. En 1900, la cantidad de personas que la visitaron fue de 4150.
Gracias a la compra del balneario en 1904 por parte de una empresa de Wrocław, a la conexión ferroviaria con Kłodzko concretada en 1905 y a la construcción de su propia central eléctrica, el balneario se desarrolló rápidamente. Se construyeron numerosos hoteles y viviendas. En 1906 se construyó un hotel con teatro. Durante ese tiempo el número de pacientes aumentó a aproximadamente 8000 mil por año. Winston Churchill fue uno de los visitantes famosos de la ciudad.
Después del final de la Segunda Guerra Mundial, Kudowa, que se salvó de la guerra, quedó dentro de las fronteras de Polonia, y al mismo tiempo, en 1945, obtuvo los derechos de ciudad. Se ha desarrollado territorial y económicamente, convirtiéndose en uno de los balnearios y centros de vacaciones más populares del país.

## Subdivisiones
(Con nombres alemanes)
- Brzozowie (Brzesowie, 1924–45: Birkhagen)
- Bukowina Kłodzka (Bukowine, 1937–45: Tannhübel)
- Czermna (Tscherbeney, 1937–45: Grenzeck)
- Jakubowice (Jakobowitz, 1937–45: Wachtgrund)
- Pstrążna (Straußeney, 1937–45: Straußdörfel)
- Słone (Schlaney, 1937–45: Schnellau)
- Zakrze (Sackisch)

## Relaciones internacionales

### Ciudades hermanadas
Kudowa-Zdrój está hermanada con:
- Náchod, República Checa

## Imágenes

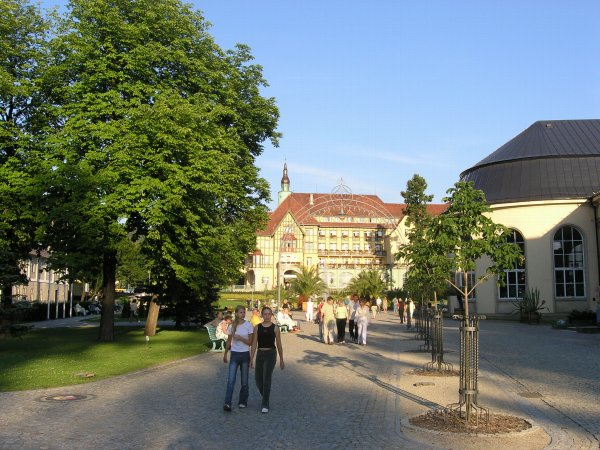
El Parque Balneario, ubicado junto al Sanatorium Polonia
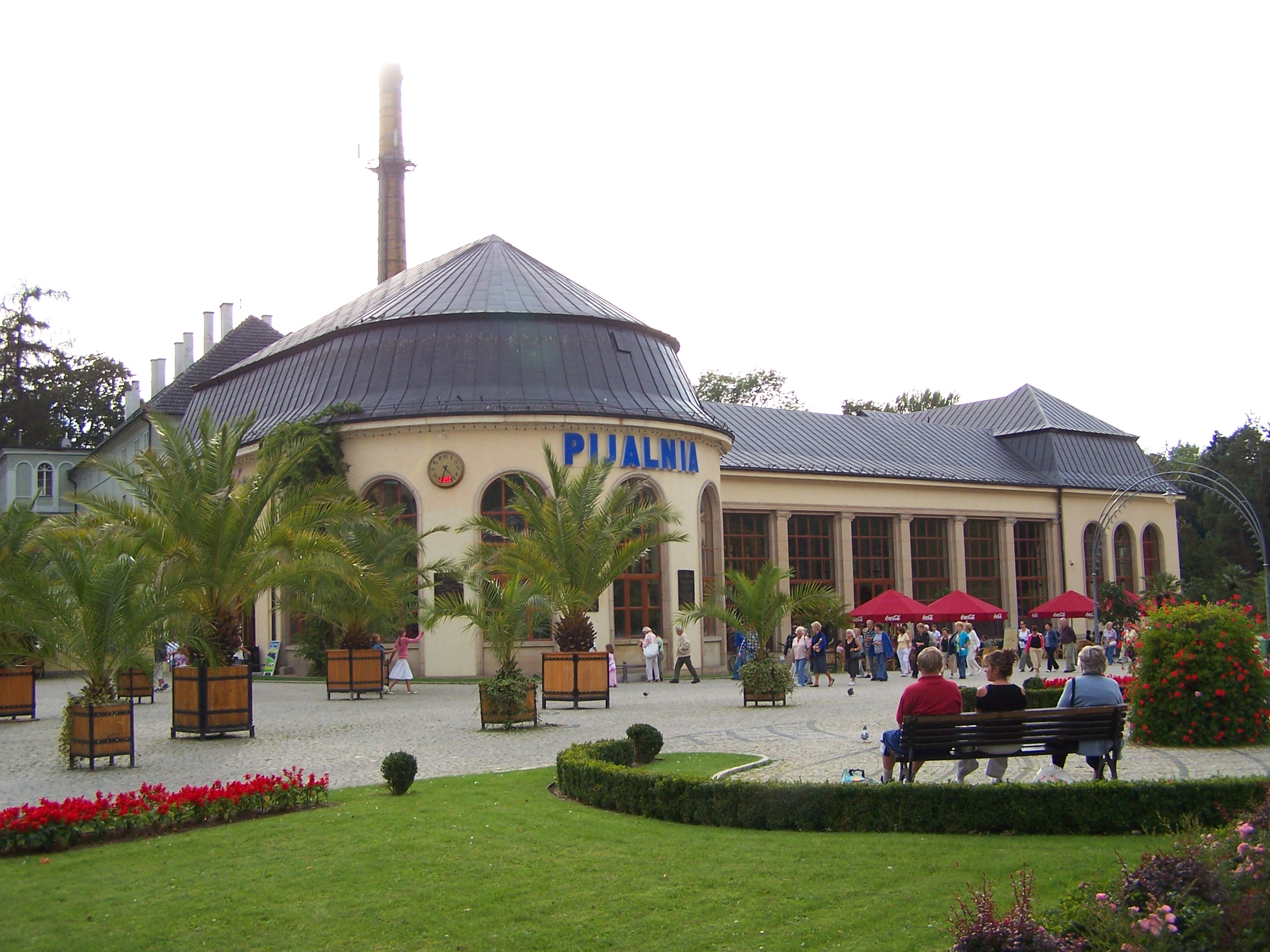
Sala de Bombas de Agua Mineral (Pijalnia Wód Mineralnych)
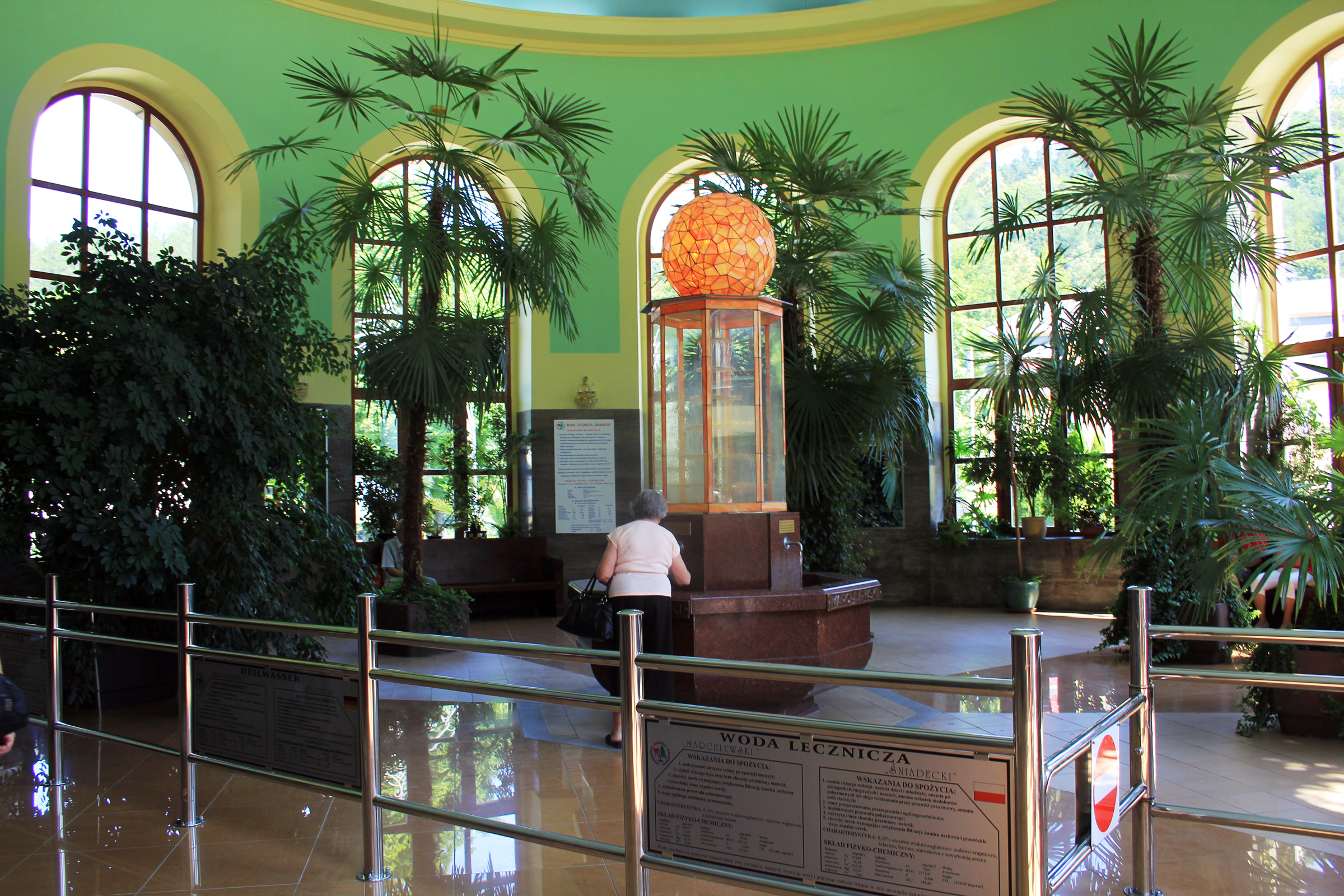
Mineral water source

- Datos: Q954130
- Multimedia: Kudowa-Zdrój / Q954130